# Гандхара
Гандхара също Гандара, Чандахара (Gandhāra, на пущунски: ګندهارا, на урду: گندھارا; на санскрит: गन्धार) е древен регион около град Пешавар, днес гранична територия между Афганистан и Пакистан. Центърът се намирал на реките Сват и Кабул. Столицата му град Таксила се намирала източно от река Инд.

## История
От средата на 1 хилядолетие пр.н.е. Гандхара е една от 21 сатрапии (провинции) на персийското царство на Ахеменидите. Най-големите градове били Таксила (35 км северозападно от днешния Исламабад), от Дарий I (549 – 486 пр.н.е.) издигнат за главен град, и Пешавар. Александър Велики (356 – 323 пр.н.е.) превзема през 326 пр.н.е. и Таксила, чийто владетел се предава без бой.
През средата на 3 век пр.н.е. в региона на Гандхара по времето на император Ашока се разпространява будизма. След това до 1 век пр.н.е. Гандхара е под влиянието на гръцките крале на Бактрия, след това на персийските Парти.
През 1 век (ок. 50 или 70 г.) Гандхара е център на Кушанската империя на Юеджи (Индо-Скитите вероятно от северозападната китайска провинция Гансу). През 330 г. се създава Империята Гупта, която изчезва през 5 век с нахлуването на Ефталитите (белите хуни). Те изгонват гандхарите от територията.